# Motologie
Die Motologie ist die Lehre vom Zusammenhang zwischen Bewegung und Psyche. Sie ist eine neue, aus der Psychomotorik entstandene, persönlichkeits- und ganzheitlich orientierte Wissenschaft, deren Gegenstand die menschliche Motorik als Funktionseinheit von Wahrnehmen, Erleben, Denken und Handeln ist.
Im Mittelpunkt der Motologie steht die Frage, wie über eine ganzheitliche Körper- und Bewegungsarbeit Menschen in ihrer Entwicklung und Heilung unterstützt werden können. Sie beschäftigt sich mit allen Altersgruppen: mit Kindern und Jugendlichen, Erwachsenen und alten Menschen. Als pädagogisches oder therapeutisches Konzept ist sie in vielen Einrichtungen unter dem Begriff Psychomotorik vertreten. Der Begriff Motologie wurde bei der Gründung des Studiengangs an der Philipps-Universität Marburg Anfang der 1980er Jahre bewusst neu besetzt, um den wissenschaftlich-akademischen Ansatz dieses Fachs von der Praxis der Psychomotorik zu unterscheiden, jedoch bleibt die Motologie als Fach fast ausschließlich nur im deutschsprachigen Raum bekannt. Die Motologie ist beim Bundesministerium für Bildung und Forschung -(BMBF) als "kleines Fach" anerkannt. Nach Abschluss eines erfolgreichen Master-Studiums besteht weiterhin Möglichkeit zur Promotion in Motologie (Dr. phil.), sowie darauf aufbauend zur Habilitation im Fachbereich 21 der Philipps-Universität Marburg.

## Studiengang
Der Studiengang Motologie wird als Masterstudiengang an der Philipps-Universität Marburg angeboten. Mindestvoraussetzung ist ein abgeschlossenes B.A. Studium.
Als Bachelor kann Motologie im Rahmen eines integrierten Studiengangs an der Hochschule Emden/Leer studiert werden.

## Berufsfelder
−
Motologen arbeiten mit Menschen aus allen Altersklassen, mit und ohne Beeinträchtigung, mit Einzelnen und Gruppen.
−
Motologen besitzen eine Doppelqualifikation und sind interdisziplinär ausgebildet. Dementsprechend sind sie in der Lage, ein breites Spektrum in pädagogischen, therapeutischen, entwicklungsfördernden, gesundheitsfördernden und organisationsberatenden Arbeitsfeldern professionell zu füllen.
−
Motologen arbeiten sowohl angestellt als auch selbstständig. Relativ häufig sind Motologen in Aus-, Fort- und Weiterbildungsinstitutionen tätig. Die praktische Tätigkeit üben sie in der Kinder- und Jugendhilfe, in Psychiatrien und psychosomatischen Kliniken für Kinder und Jugendliche und für Erwachsene aus. Weitere Berufsfelder sind Gesundheitszentren, freie Praxen und Schulen.